# Helmut Kolle
Helmut Kolle (Charlottenburg, 24 febbraio 1899 – Chantilly, 17 novembre 1931) è stato un pittore tedesco.

## Biografia
Helmut Kolle nacque a Charlottenburg, secondogenito del batteriologo Wilhelm Kolle ed Helene Alwine Brigl. Nel 1906 la famiglia si trasferì in Svizzera, dove Kolle cominciò a studiare disegno e pittura. Nel 1917 la famiglia si trasferì nuovamente, questa volta a Francoforte, dove il padre divenne direttore dell'odierno Paul Ehrlich Institute. L'anno successivo Kolle conobbe il collezionista Wilhelm Uhde, che fu suo amante e mecenate per il resto della vita. Nel 1918 i due si trasferirono a Weimar, dove Kolle sperimentò per un po' con la scrittura prima di dedicarsi unicamente alla pittura, perfezionandosi con Erna Pinner.
Nel 1923 tenne la sua prima mostra a Berlino, nella galleria di Uhde. L'anno successivo la coppia di trasferì a Parigi, dove Kolle fu fortemente influenzato da Picasso, Georges Braque e Jean Cocteau. Nella capitale francese tenne una mostra di grande successo nel 1925: per la prima volta firmò i suoi quadri con il suo nome invece che con lo pseudonimo Helmut vom Hügel, le opere andarono quasi tutte vendute e Cocteau scrisse una poesia su uno dei dipinti. 
Nel 1928 raggiunse Uhde a Chantilly, dove morì tre anni più tardi a causa della endocardite che lo affliggeva dal 1922.

## Opera e fortuna
La gran parte delle opere di Kolle raffigurano uomini seminudi o in pose provocanti. I modelli favoriti dal pittore cambiarono radicalmente nel corso della sua carriera, passando dai giovani effemminati della sua produzione giovale agli uomini nerboruti delle sue ultime opere, seguendo gli ideali maschili dei romanzi di Henry de Montherlant. Nonostante la forte vena omoerotica della sua opere e il fatto che vi fossero molti artisti in Francia che, come Klaus Mann, vivevano apertamente la propria omosessuale, Kolle fu sempre molto discreto sul suo orientamento sessuale e sulla relazione co Uhde.
La fortuna internazionale di Kolle iniziò appena prima della sua morte e, in particolare, la sua opera fu esposta a Londra dalla gallerista Lucy Wertheim una mezza dozzina di volte durante gli anni  trenta. Retrospettive sulla sua opera sono state inoltre allestite ad Amburgo (1952 e 2011), Chemnitz (2010) e Monaco (1994).

## Galleria d'immagini

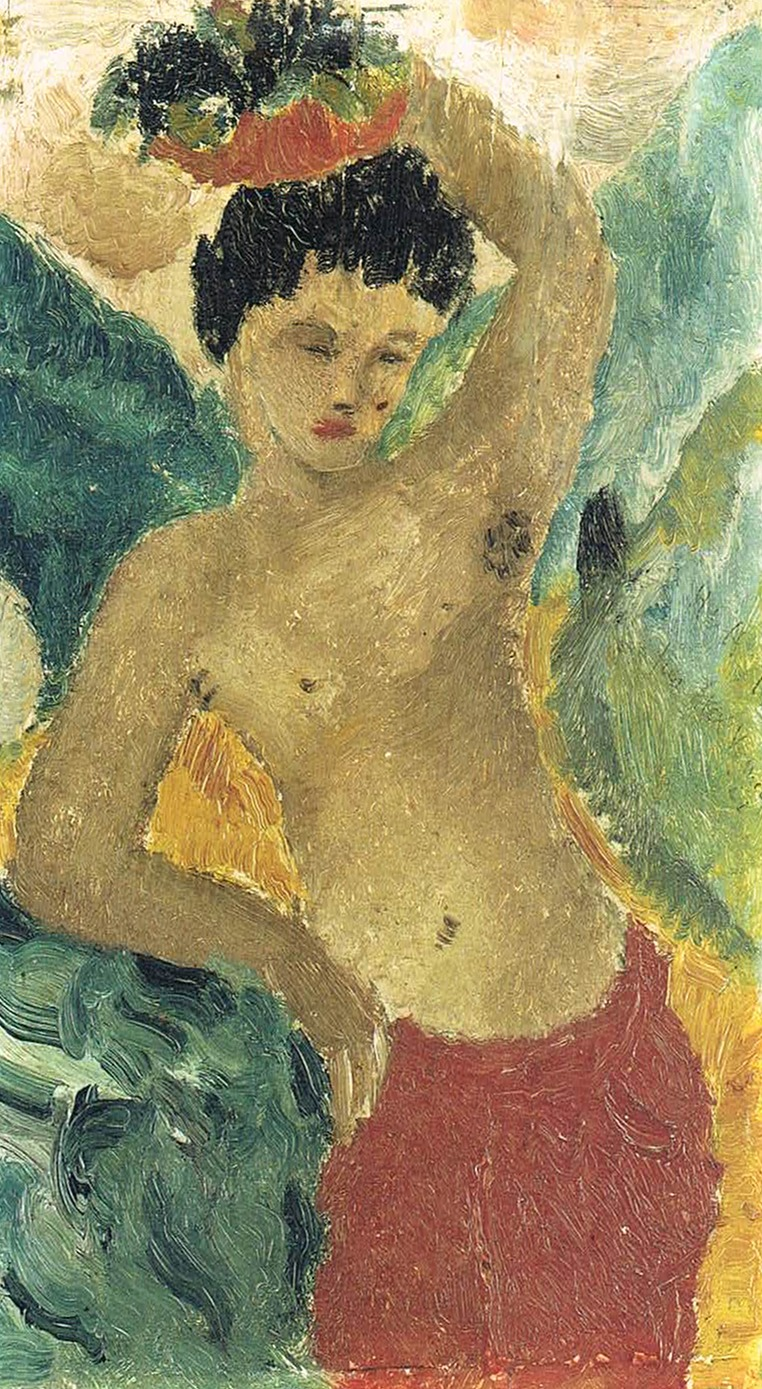
Ragazzo con fruttiera (1922)
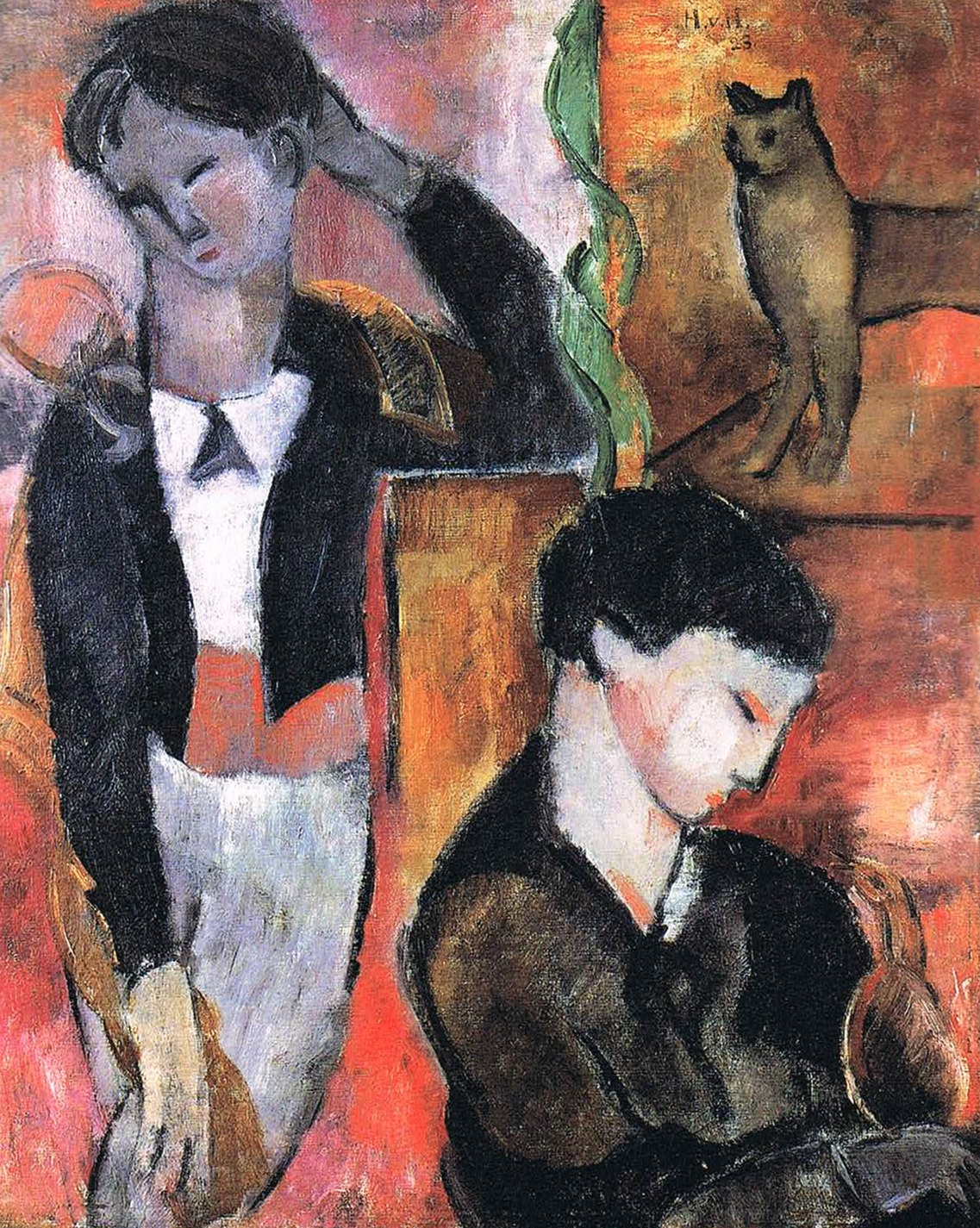
Ragazzi con gatto e uccello (1922)
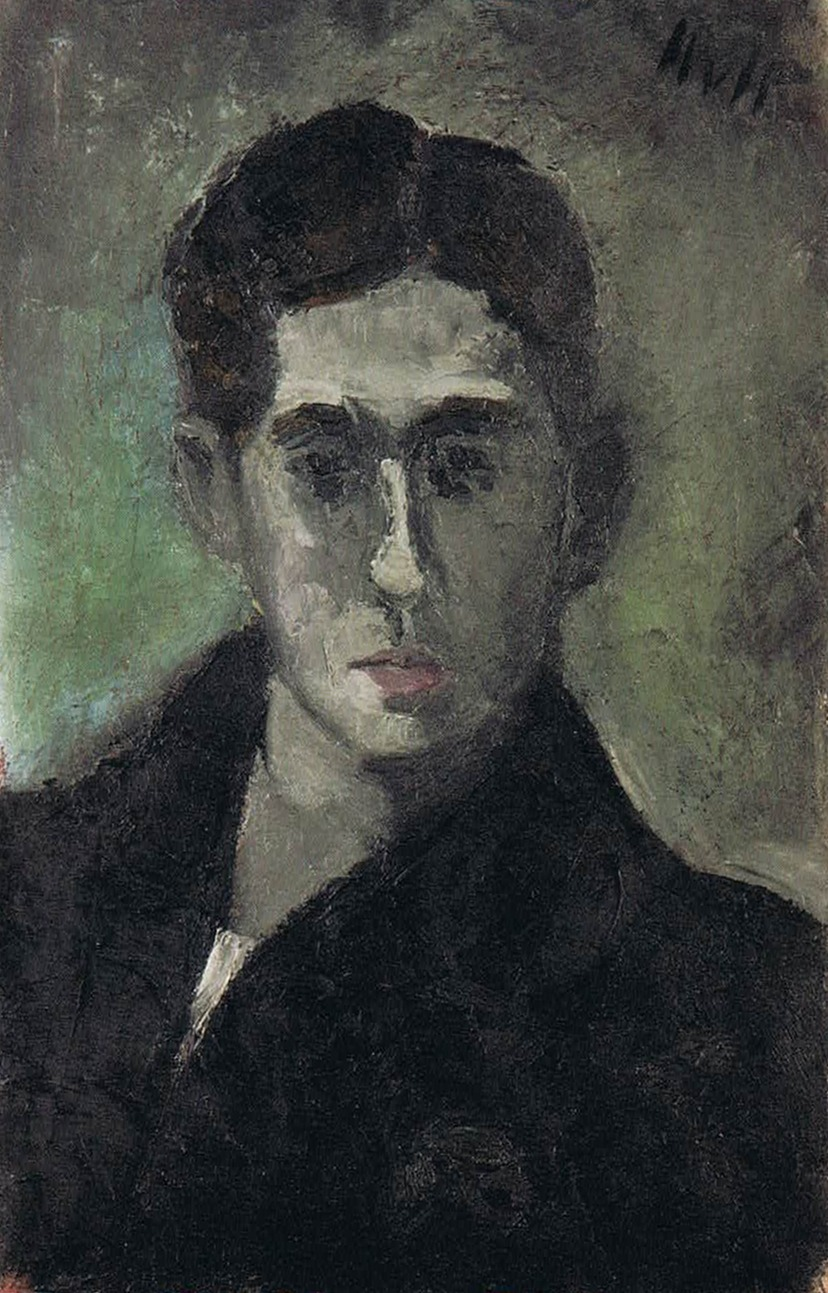
Autoritratto (1923)
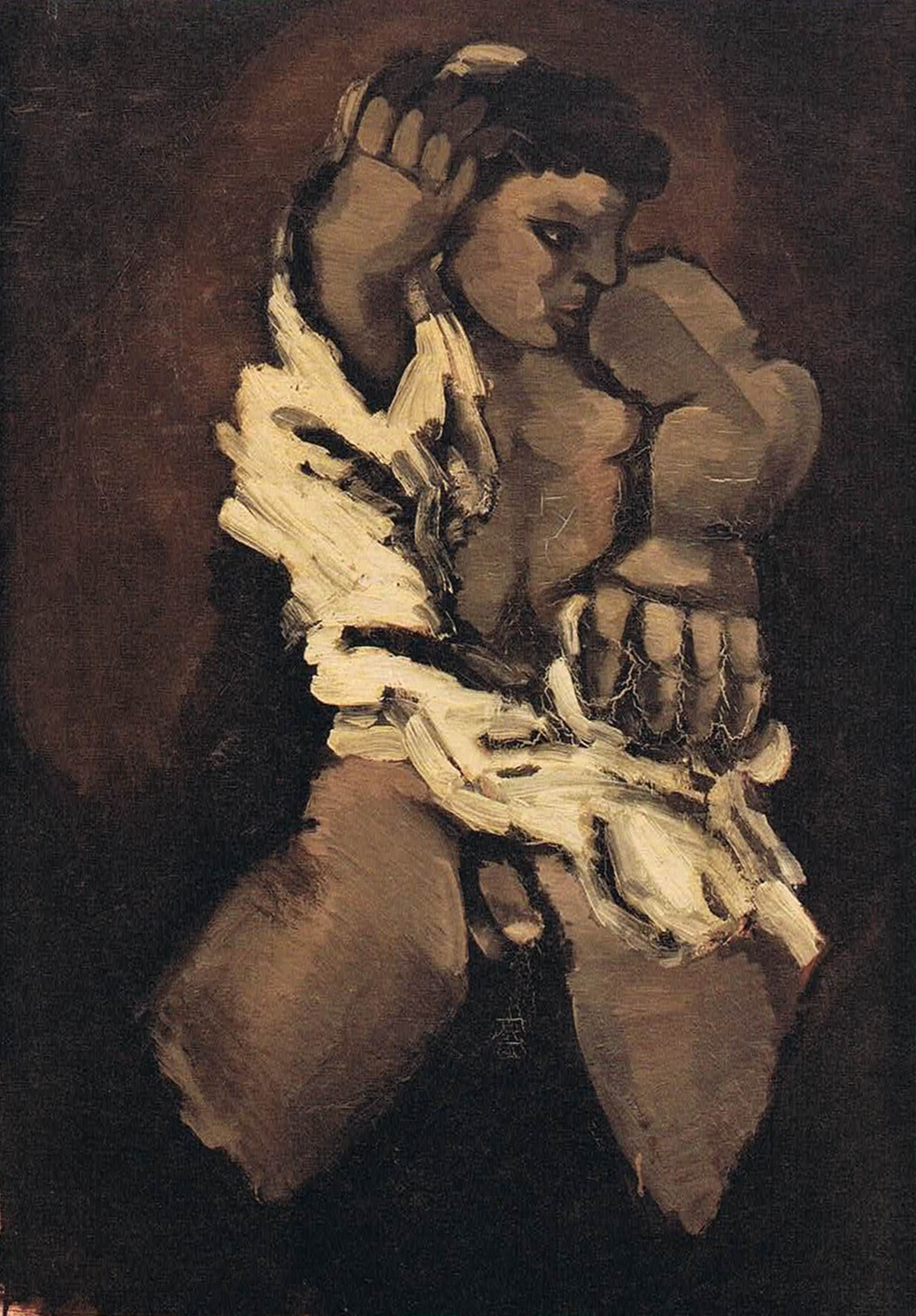
Ragazzo che indossa una camicia (1924)
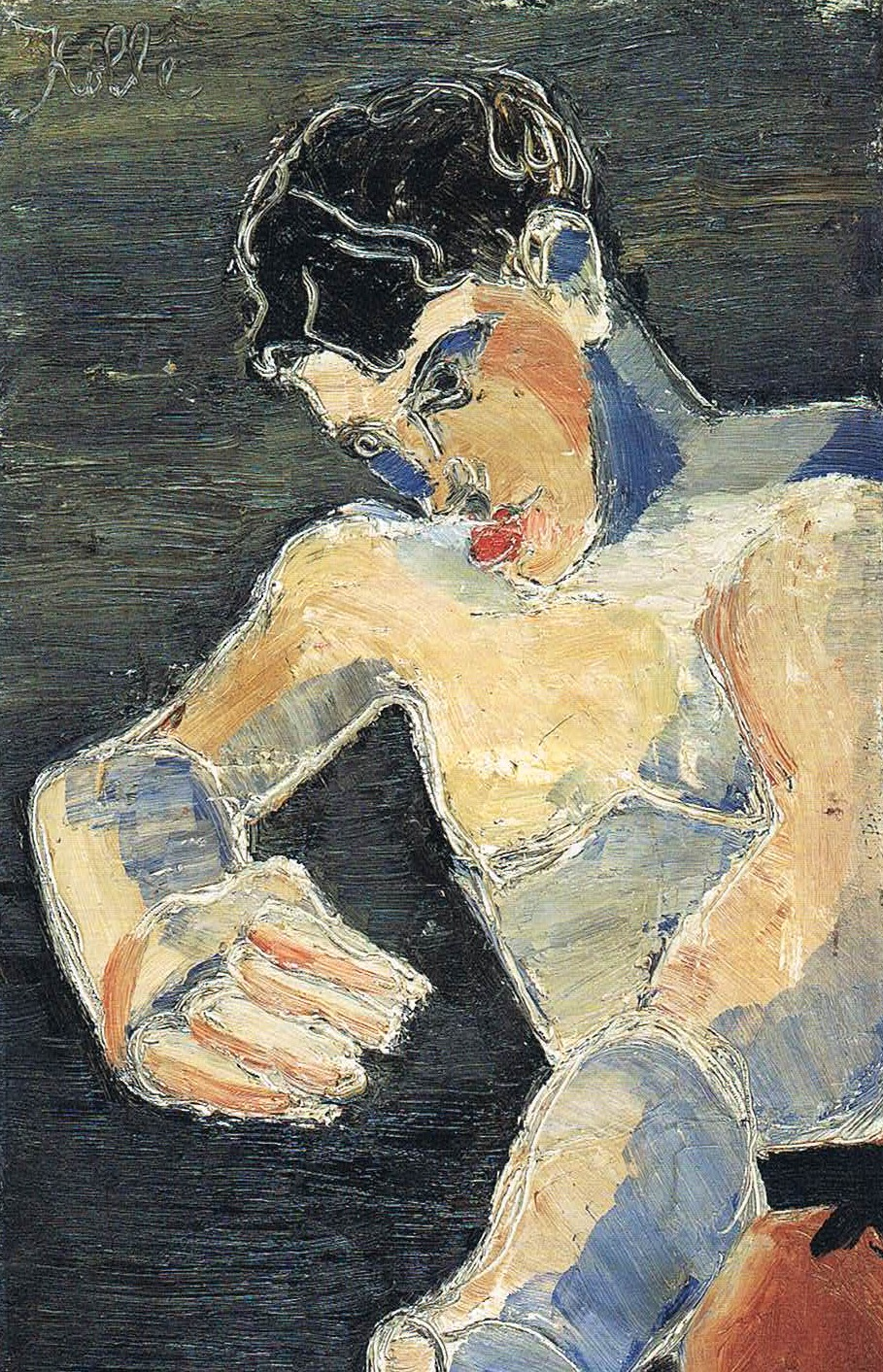
Giovane boxeur (autoritratto) (1925)
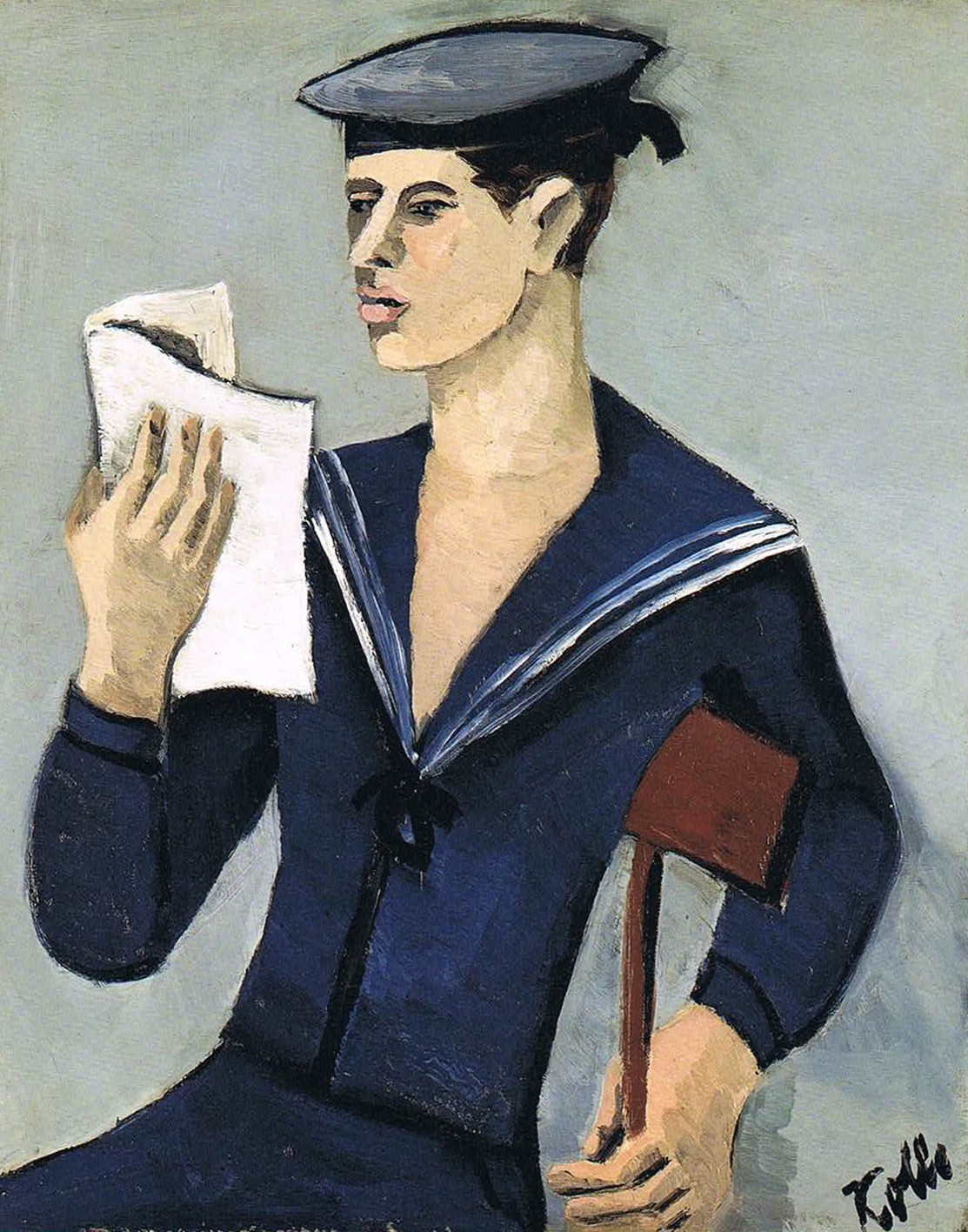
Marinaio che legge (1926/1927)
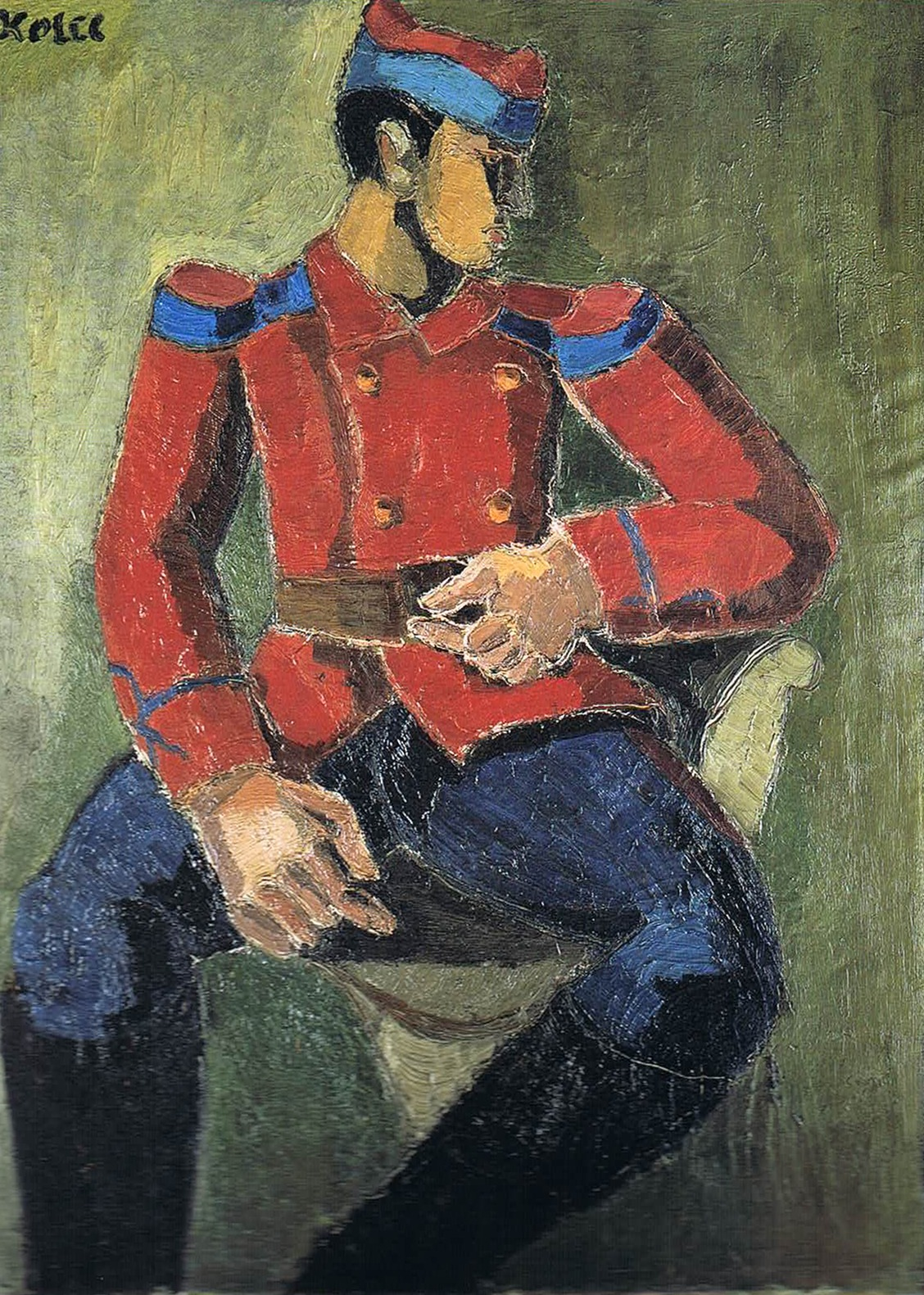
Soldato seduto (1926/1927)
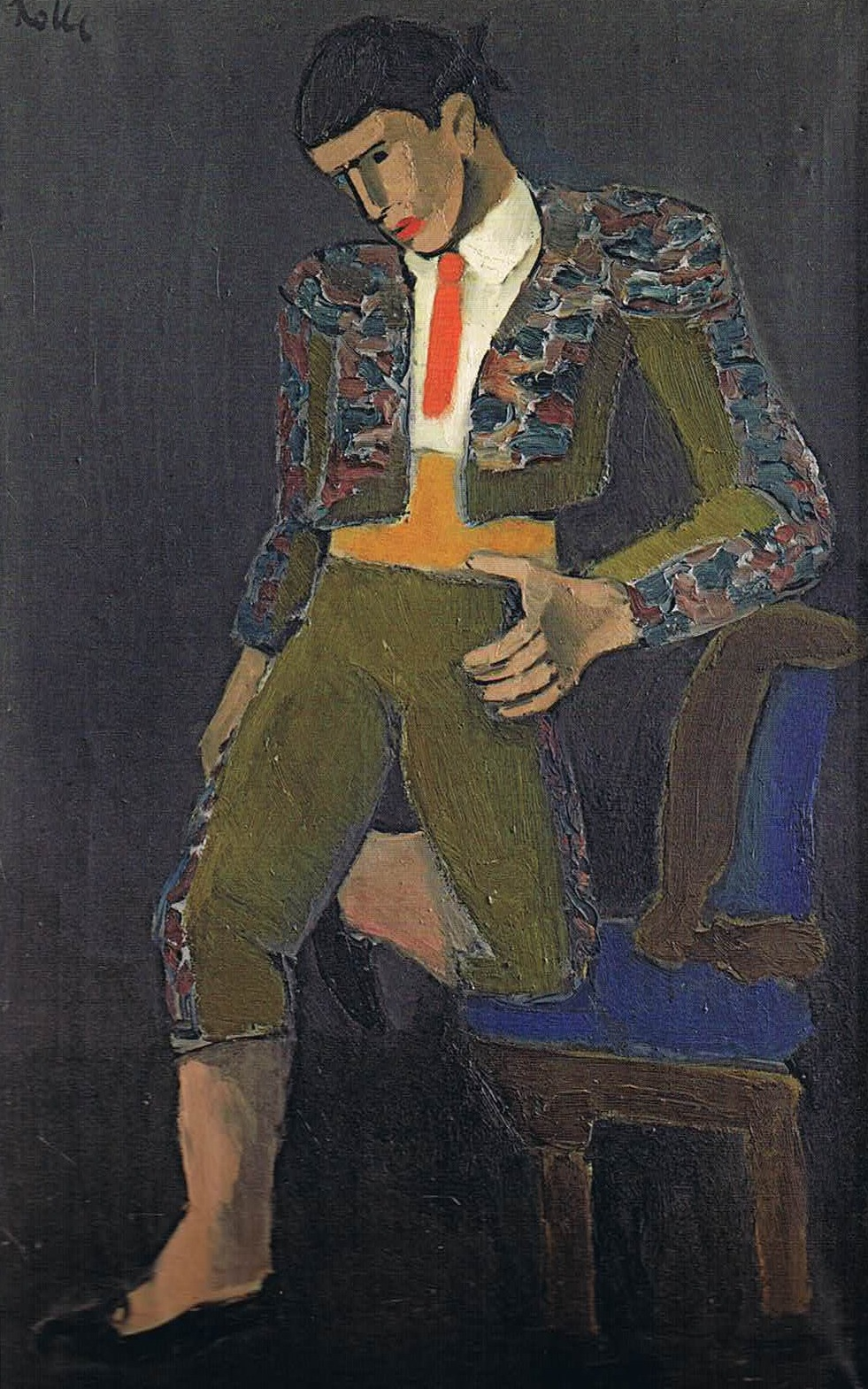
Torero con sedia (1927)
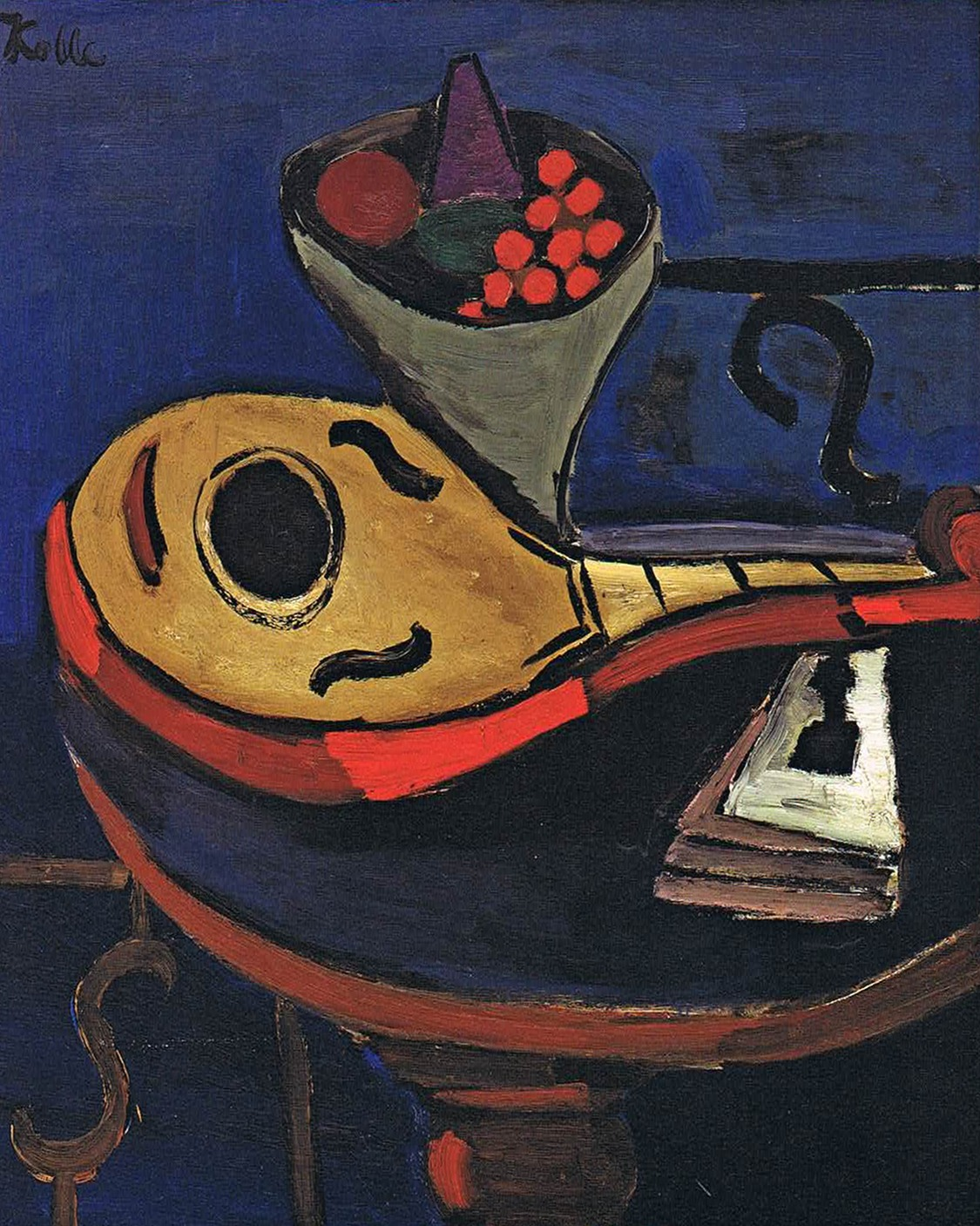
Mandolino con fruttiera (1928-1930)
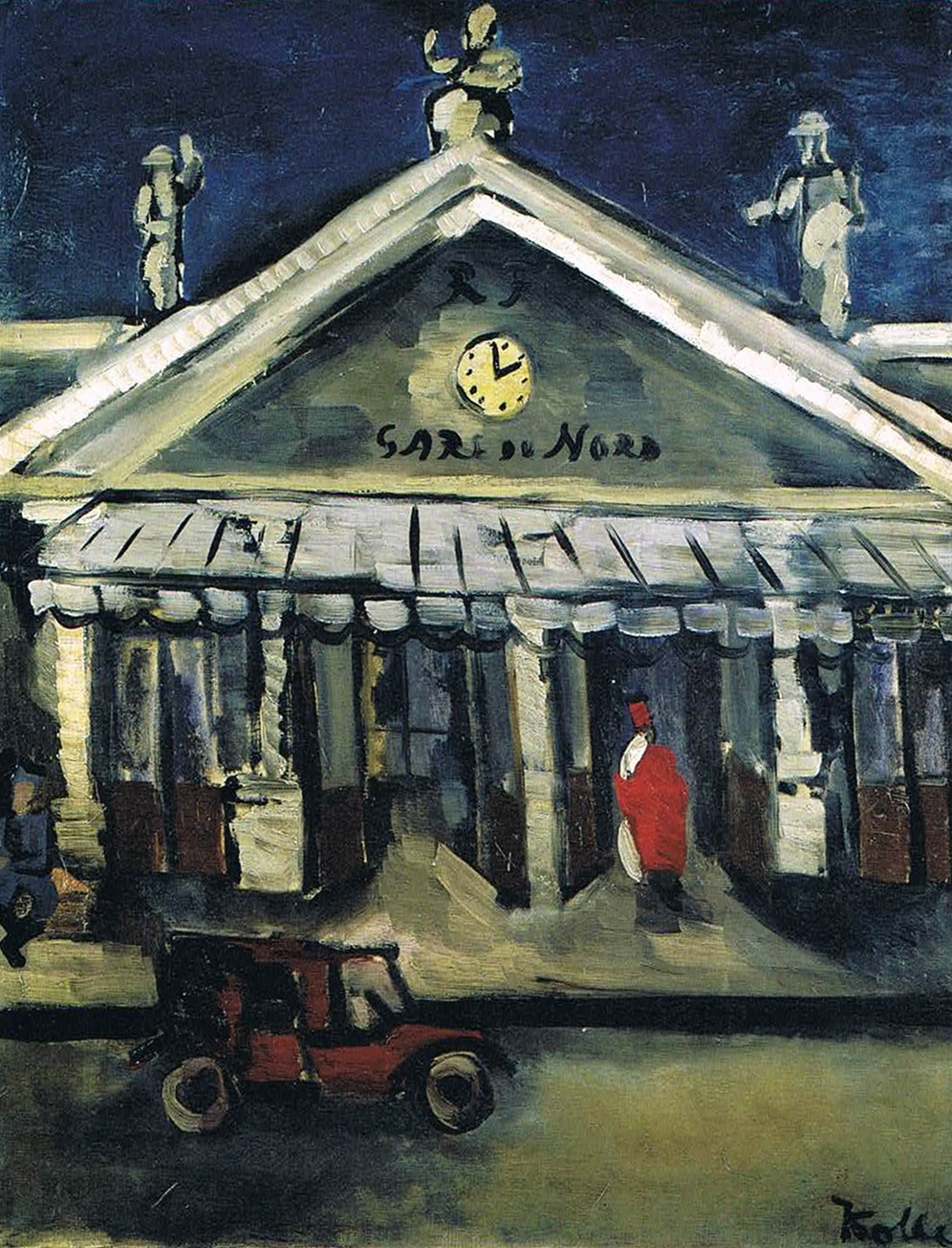
Gare du Nord (1929)
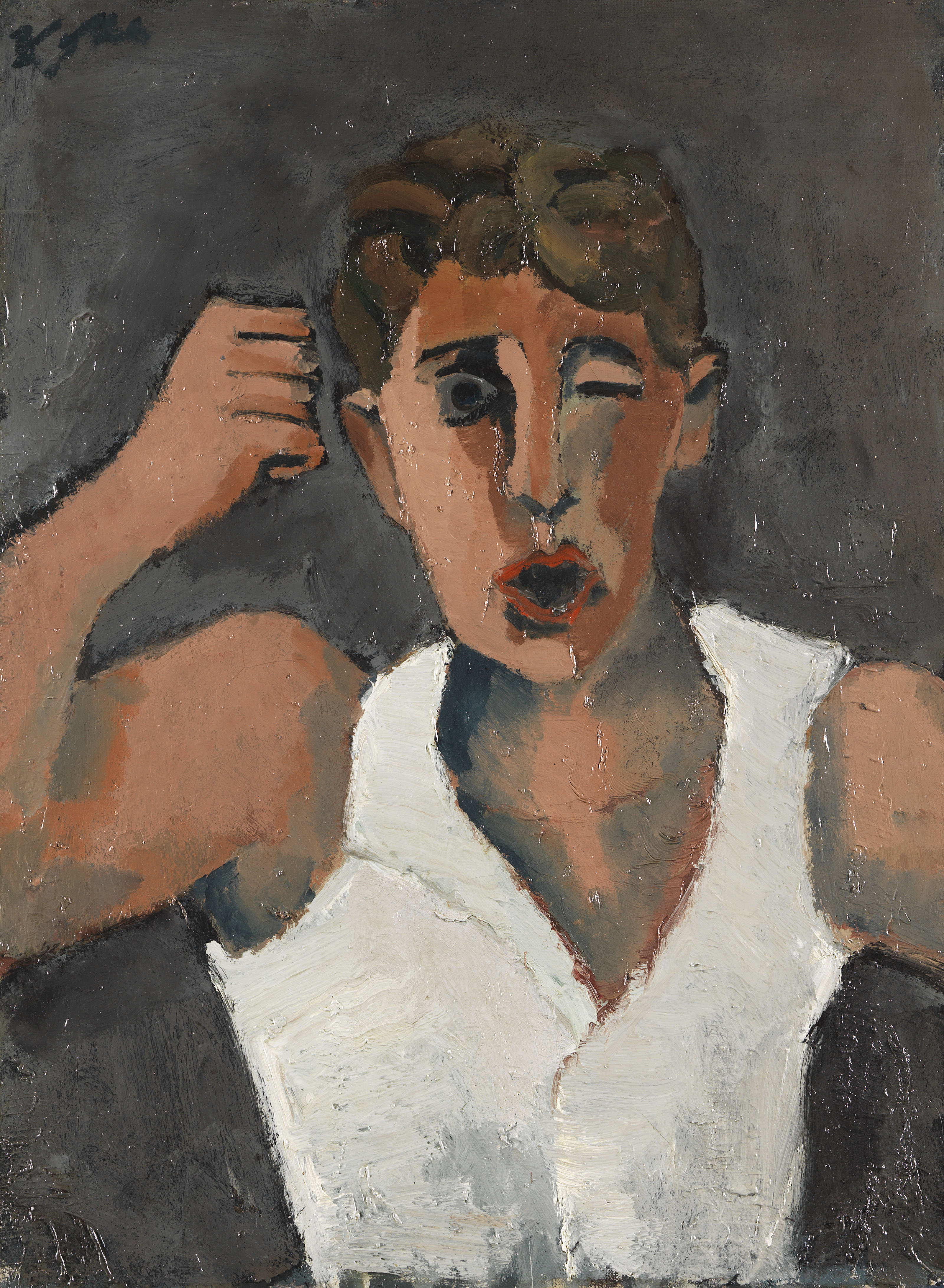
L'arrabbiato (1930)
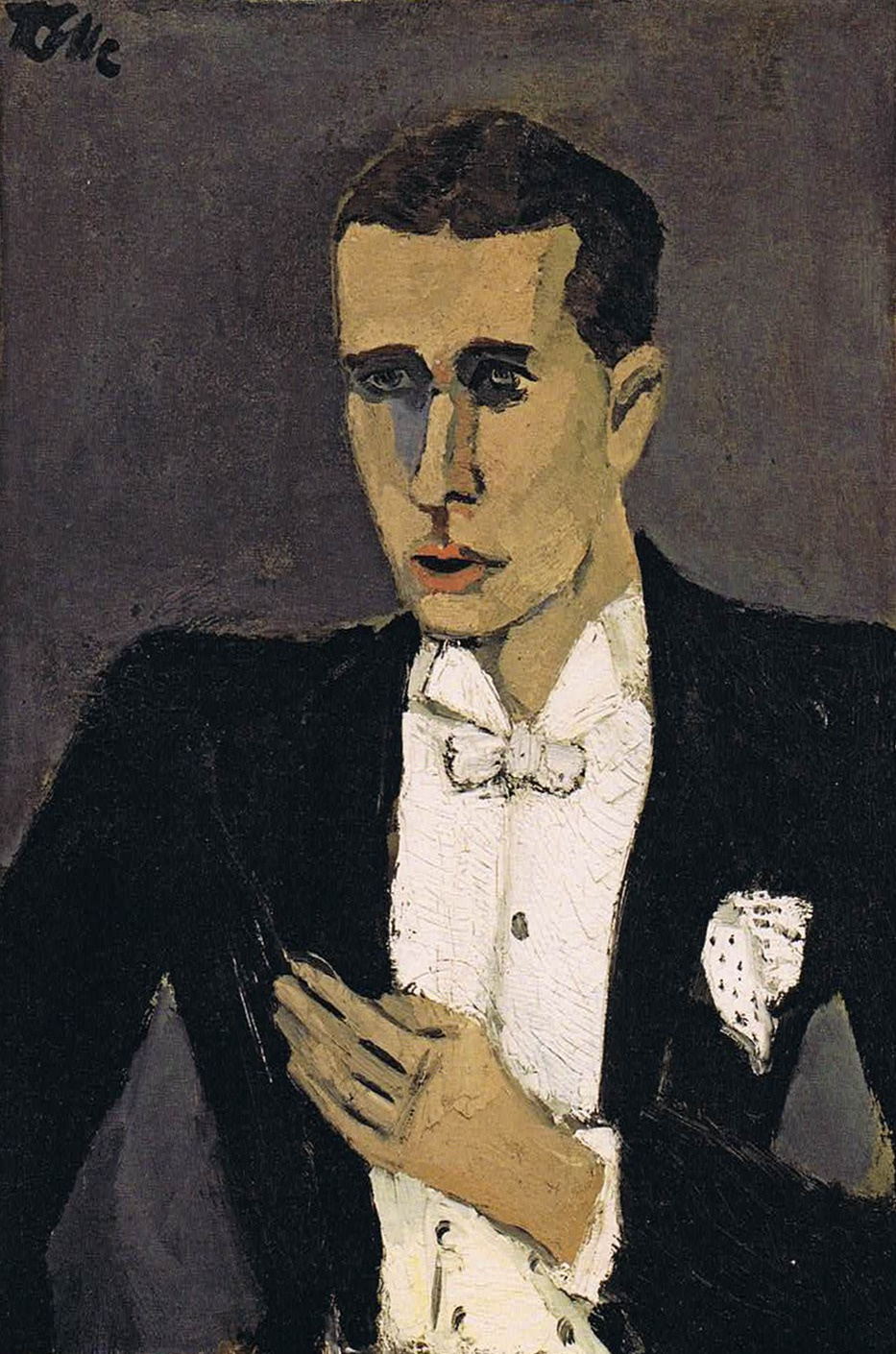
Autoritratto con cravatta bianca (1931)